# Joseph Koenig (Diplomat)
Joseph Koenig (* 14. Dezember 1907 in Birnbaum, Schlesien; † 1997) war ein deutscher Diplomat und Journalist.

## Leben
Joseph Koenig studierte in Breslau und Innsbruck Rechts- und Staatswissenschaften und promovierte mit einer Arbeit zu „Finanzverfassung und Steuersystem der Gemeinden und Provinzen in Italien“ zum Dr. rer. pol.  Von 1929 bis 1933 war er Vorsitzender des Windthorstbund in Breslau. Von 1934 bis 1936 wurde er im Landesfinanzamt Breslau beschäftigt. Von 1938 bis 1939 wurde er bei der Reichsgruppe Handel in Berlin beschäftigt. Von 1939 bis 1946 war er im Export und in der Brauwirtschaft in München beschäftigt.
Von 1945 bis 1946 war Joseph Koenig Mitglied des vorläufigen Landesausschusses der Christlich-Sozialen Union, eines der Gründungsmitglieder der CSU und Beauftragter für Flüchtlingsfragen der CSU-Landesleitung. Er war Schriftleiter der innerparteilichen Mitteilungen der CSU. Für die die Ausgabe des 2. April 1946 der Süddeutschen Zeitung hatte er einen Text mit dem Titel „Union – einig und geschlossen“ „Dr. Josef Müller, Landesvorsitzender“ verfasst. Von 1946 bis 1950 war Wirtschaftsredakteur des Münchner Merkurs. 1950 trat Koenig in den auswärtigen Dienst. Zwischen 1950 und 1954 war er Wirtschaftsattaché der Deutschen Botschaft Rom unter Clemens von Brentano, zwischen 1953 und 1955 im Auswärtigen Amt Bonn als Legationsrat. Die Auslandsvertretung der Bundesrepublik Deutschland auf Zypern wurde am 12. April 1955 als Konsulat eröffnet und ab 20. August 1960 bis 1966 führte sie Koenig als Botschaft. Von 1966 bis 1970 war Koenig ständiger Vertreter von Karl Overbeck Botschafter in Dublin, wobei er zeitweise Geschäftsträger war. Zwischen 1970 und 1972 war er Generalkonsul in Rotterdam.
Nach seiner Pensionierung war er als Korrespondent für mehrere deutsche Zeitungen tätig. Er verfasste einen Reiseführer zu Zypern sowie ein medizinhistorisches Buch.

## Schriften
- Cypern. Schroeder, Bonn 1961 (2. Auflage 1972; 3. Auflage 1986).
- Die Penicillin-V-Story. Eine Erfindung aus Tirol als Segen für die Welt. Haymon, Innsbruck 1984, ISBN 978-3-85218-009-0.